# Булавейо
Булавейо, или Булауейо, също Булавайо и Булауайо, е вторият по големина град в Зимбабве след столицата Хараре.
Има население 738 600 души (по оценка от август 2017 г.). Разположен е в Матабелеленд, на 439 км югозападно от Хараре. Булавайо и Хараре са единствените градове в Зимбабве със статут на отделна област.
Името Булавейо идва от думата „ГуБулавейо“ на езика синдебеле, означаваща място на преследван, тормозен или място на клане. Градът е известен и с имената Град на кралете, Бюлисбърг и др.

## География

### Климат
Климатът в града е субекваториален, със суха зима, продължаваща от април до септември, с минимални температури през най-студения месец около 8° и максимални около 22°. Лятото е влажно и продължава от октомври до март. Минималната и максималната температура през най-топлия месец са съответно 17° и 30°.

## Население
Мнозинството от населението на града е от племето матабеле (ндебеле), което се заселва по тези райони от миграцията на южноафриканското племе зулу през 19 век и е малцинство в Зимбабве.

### Езици
Булавайо е приветлив град с много култури, с жители, които могат да говорят на най-малко 3 езика (включително английски, синдебеле, зулу, кхоса, каланга, сото и свази).

## Икономика
Градът дълго е считан за бизнес-столицата на Зимбабве и в него се намира седалището на Националните жп линии на Зимбабве поради стратегическото му разположение между Ботсвана и РЮА. Той е най-близкият голям град до Националния парк „Хуанге“, Националния парк „Матопо“ и водопадите Виктория.

## Побратимени градове
- Абърдийн, Шотландия от 1986 г.